# Monte Cimone, Libro Aperto, Lago di Pratignano
Monte Cimone, Libro Aperto, Lago di Pratignano è il nome di un sito di interesse comunitario (SIC)/zona speciale di conservazione (ZSC) e zona di protezione speciale (ZPS) della rete Natura 2000 situato in Emilia-Romagna.
L'area protetta si estende per 3 761 ettari e interessa il territorio comunale di cinque comuni della Provincia di Modena.

## Descrizione e caratteristiche
A nord del Parco regionale dell'Alto Appennino Modenese, come una lunga e articolata bastionata protesa verso il crinale, si estende un'area montana vasta e decisamente poco battuta dominata dall'Alpesigola (1640 m s.l.m.). Si tratta di un largo e articolato contrafforte, quasi un massiccio a sé stante che segna lo spartiacque Secchia-Panaro e si estende dal torrente Dragone verso est fino alla strada ducale Vandelli, spingendosi a valle fino al Passo Centocroci, che il sito oltrepassa fino ad inglobare l'intero massiccio del Monte Cantiere (1617 m).
Arenarie, argille e marne calcaree arrotondate del Complesso Caotico caratterizzano gran parte del sito, lasciando il posto sul lato meridionale a due importanti affioramenti ofiolitici, quello più piccolo e aguzzo di Sasso del Corvo e quello più grande e tozzo del Sasso Tignoso.
Questi blocchi basaltici, vere emergenze geologiche e naturalistiche, contengono tra l'altro rarissimi minerali (prehnite e zeoliti).
Il sito è prevalentemente boscato (63%), con vaste faggete, qui sorgeva l'antica Selva Romana e qua e là interrotte da praterie (15%), laghetti e torbiere (significative sono le aree umide presso Sant'Antonio, Alpesigola e Monte del Rovinoso), arbusteti ed habitat rocciosi. Quasi assenti i coltivi, si trovano alcune zone a pascolo. L'area è pressoché disabitata, anche se circondata da numerosi insediamenti e strutture turistiche (Pievepelago, Frassinoro, Piandelagotti) nonché lambita da antichi, storici percorsi di collegamento transappenninico (Via Bibulca, Strada Vandelli).

## Habitat tutelati
Numerosi sono i motivi d'interesse naturalistico, poco noti e ancora in parte inesplorati. Ventidue habitat di interesse comunitario, dei quali alcuni prioritari (in grassetto), coprono circa due terzi della superficie del sito con larga prevalenza per le foreste di faggio, vera nota dominante dell'intero sito, poi arbusteti, praterie, rocce e zone umide.
- 3130 - Acque stagnanti, da oligotrofe a mesotrofe, con vegetazione dei Littorelletea unifloraee/o degli Isoëto-Nanojuncete
- 3140 - Acque oligomesotrofe calcaree con vegetazione bentica di Chara spp.
- 3150 - Laghi eutrofici naturali con vegetazione di Magnopotamion o Hydrocharition
- 3240 - Fiumi alpini con vegetazione riparia legnosa a Salix elaeagnos
- 3260 - Fiumi delle pianure e montani con vegetazione del Ranunculion fluitantis e Callitricho- Batrachion.
- 4030 - Lande secche europee
- 5130 - Formazioni a Juniperus communis su lande o prati calcicoli
- 6150 - Formazioni erbose boreo-alpine silicee
- 6210 - Formazioni erbose secche seminaturali e facies coperte da cespugli su substrato calcareo (Festuco-Brometalia) (* notevole fioritura di orchidee)
- 6230 - Formazioni erbose a Nardus, ricche di specie, su substrato siliceodelle zone montane (e delle zone submontane dell'Europa continentale)
- 6410 - Praterie con Molinia su terreni calcarei, torbosi o argilloso-limosi (Molinion caeruleae)
- 6430 - Bordure planiziali, montane e alpine di megaforbie idrofile
- 6510 - Praterie magre da fieno a bassa altitudine (Alopecurus pratensis, San-guisorba officinalis)
- 7140 - Torbiere di transizione e instabili
- 7230 - Torbiere basse alcaline
- 8130 - Ghiaioni del Mediterraneo occidentale e termofili
- 8220 - Pareti rocciose silicee con vegetazione casmofitica
- 8230 - Rocce silicee con vegetazione pioniera di Sedo-Scleranthion o di Sedoalbi-Veronicion dillenii
- 9130 - Faggeti dell'Asperulo-Fagetum
- 91E0 - Foreste alluvionali di Alnus glutinosa e Fraxinus excelsior (Alno-Padion, Alnion incanae, Salicion albae)
- 9210 - Faggeti degli Appennini con Taxus e Ilex
- 92A0 - Foreste a galleria di Salix alba e Populus alba

## Flora
Nonostante la consistente presenza di terreni al di sopra dei 1500 m, non sembrano essere diffusi nel sito nardeti e altre associazioni subalpine con relitti microtermi. La vegetazione arborea o erbacea presente appare tipica di associazioni tipicamente montane dell'area appenninica: domina quasi ovunque la faggeta con boschi pressoché monospecifici, molto uniformi, prevalentemente giovani e governati a ceduo.
La presenza dell'acero di monte (Acer pseudoplatanus), del maggiociondolo alpino (Laburnum alpinum), del sorbo degli uccellatori (Sorbus aucuparia) e di altre latifoglie di faggeta è piuttosto sporadica e prevalgono condizioni oligotrofiche su terreni alquanto superficiali.
La presenza di grosse e ramose matricine di faggio in alcuni margini del bosco caratterizza chiarie erbose a composizione eterogenea. È diffusa la presenza del mirtillo nero (Vaccinium myrtillus), che forma veri e propri aggruppamenti di brughiera.
Degna di nota è la presenza di esemplari di Taxus baccata nelle faggete intorno al Sasso del Corvo. Non sono segnalate specie di interesse comunitario, anche se permangono specie di pregio naturalistico: prima di tutte il giunco Triglochin palustre, legato alle zone umide d'alta quota come Pinguicola vulgaris, poi numerose orchidee (Orchis sambucina, Orchis ustulata) e altre specie protette (almeno una quarantina tra le quali Gentiana verna, Saxifraga paniculata, ecc.).

## Fauna

### Uccelli
L'avifauna è presente con sei specie di interesse comunitario, delle quali cinque nidificano nelle aree prative e di ecotono: succiacapre (Caprimulgus europaeus), averla piccola (Lanius collurio), tottavilla (Lullula arborea), calandro (Anthus campestris) o nel bosco falco pecchiaiolo (Pernis apivorus). Irregolare ma certa è inoltre la presenza di aquila reale (Aquila chrysaetos).

### Rettili e anfibi
I vertebrati minori contano numerose presenze: anzitutto il Tritone crestato (Triturus cristatus), in pozze d'acqua e torbiere che permettono la presenza di una ricca fauna di anfibi, tra i quali tritone alpestre (Ichthyosaura alpestris), rana appenninica (Rana italica) e rana temporaria, quest'ultima presente con popolazioni appenniniche isolate.
Tra i Rettili è presente il colubro d'Esculapio (Zamenis longissimus).

### Pesci
Nelle acque pulite del Dragone vive il pesce vairone (Telestes souffia) e il Gambero di fiume (Austropotamobius pallipes).

### Invertebrati
Tra gli Insetti sono presenti il Lepidottero Eterocero Euplagia quadripuntaria e il coleottero forestale Lucanus cervus.

### Mammiferi
Tra i mammiferi è presente il lupo, nell'ambito di erratismi che interessano anche altri siti appenninici, ed è segnalata la martora.
Quattro-cinque specie di chirotteri, un paio di vespertili e altrettanti rinolofi, caratterizzano una popolazione da indagare ulteriormente.